# Peter Sarsgaard
John Peter Sarsgaard (Belleville, 7 marzo 1971) è un attore statunitense che lavora in campo cinematografico, televisivo e teatrale.

## Biografia
Sarsgaard nasce a Belleville, nell'Illinois, nei pressi della Scott Air Force Base, dove suo padre lavorava a quel tempo; è figlio di John Dale Sarsgaard, un ingegnere di remote origini danesi, impiegato dapprima per l'Aeronautica Militare Americana ed in seguito per la Monsanto e l'IBM, e di Judy Lea Reinhardt. A causa dei frequenti cambi di lavoro del padre, la famiglia Sarsgaard si è trasferita diverse volte. È cresciuto secondo una rigida educazione cattolica; ha fatto anche il chierichetto. All'età di sette anni, Sarsgaard voleva diventare un calciatore, e per questo si è avvicinato al balletto per contribuire a migliorare il suo coordinamento, ma dopo vari infortuni e traumi fisici accantona definitivamente l'idea di diventare sia un calciatore che ballerino.
Effettua gli studi presso la Fairfield College Preparatory School, una scuola maschile gesuita nel Connecticut, dove inizia ad interessarsi di cinema e recitazione. Dopo il diploma alla Fairfield Prep, frequenta il Bard College di New York e per due anni studia alla Università Washington a Saint Louis, dove ha cofondato una compagnia di improvvisazione comica chiamata "Mama's Pot Roast". Frequenta alcuni corsi presso l'Actors Studio di New York e diventa membro della compagnia teatrale newyorkese "The Drama Department". Nel 1993 si laurea in storia alla Washington University e si trasferisce definitivamente a New York, dove inizia a muovere i primi passi in teatro. Il suo primo ruolo teatrale fu il servo ne Il Tartuffo di Molière, a cui seguono molte altre prestazioni teatrali come interprete di molti spettacoli off-Broadway.
Per guadagnarsi da vivere inizia a prendere parte ad alcune produzioni televisive, nel 1995 partecipa ad un episodio della serie televisiva Law & Order - I due volti della giustizia. Il debutto cinematografico arriva nel 1995 con Dead Man Walking - Condannato a morte di Tim Robbins, dove recita al fianco di Sean Penn e Susan Sarandon. L'anno seguente fu protagonista a teatro, al fianco di Cynthia Nixon, di Kingdom of Earth per la regia di John Cameron Mitchell. Due anni dopo torna a lavorare per la televisione ottenendo un piccolo ruolo nel film collettivo della HBO Subway Stories - Cronache metropolitane. Nel 1998 ottiene il suo secondo ruolo cinematografico interpretando il figlio di Athos, interpretato da John Malkovich, ne La maschera di ferro di Randall Wallace. Il film, basato sui personaggi creati da Alexandre Dumas (padre) e liberamente tratto dal romanzo Il visconte di Bragelonne, è stato un successo al botteghino guadagnando oltre 180 milioni di dollari in tutto il mondo.
In seguito, Sarsgaard recita in pellicole più indipendenti come Desert Blue e Un altro giorno in paradiso. Nel 1999 prende parte al film di Kimberly Peirce Boys Don't Cry, basato sulla storia vera di Brandon Teena, un trans violentato ed ucciso nel 1993. Per la sua interpretazione del violento ed omofobo John Lotter, Sarsgaard ha ottenuto il plauso della critica. Negli anni seguenti si divide tra cinema, recitando in film come The Center of the World, Salton Sea - Incubi e menzogne e K-19, e teatro, prendendo parte all'acclamato Burn This di Lanford Wilson, messo in scena dalla Signature Theatre Company, dove sostituisce Edward Norton.

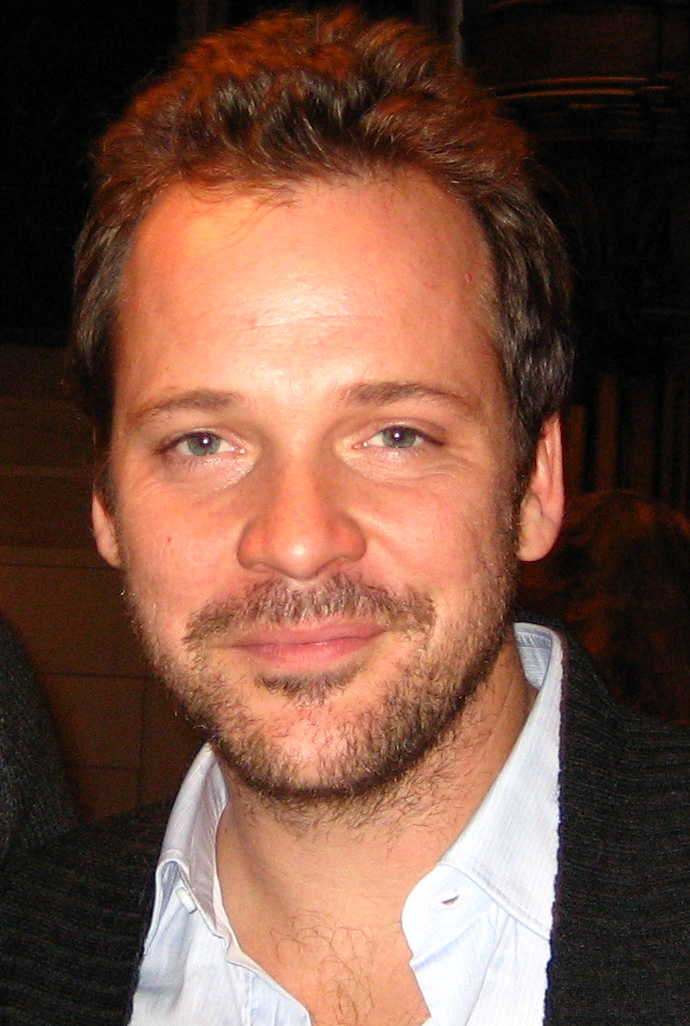
Peter Sarsgaard alla Università Washington a Saint Louis nel 2007

Il 2003 è un anno significativo per la carriera, recita nel film L'inventore di favole per la cui interpretazione ottiene diversi riconoscimenti e numerose candidature ad importati premi come Satellite Award, Independent Spirit Awards e Golden Globe. Nel 2004 lavora nell'indipendente La mia vita a Garden State, interpretato e diretto dall'amico Zach Braff; nello stesso anno affianca Liam Neeson in Kinsey. Dopo anni passati a recitare in film più o meno del circuito indie, dal 2005 in poi inizia a recitare in film dal sapore più hollywoodiano come The Skeleton Key con Kate Hudson, Flightplan - Mistero in volo con Jodie Foster e Jarhead al fianco del futuro cognato Jake Gyllenhaal. Sempre nel 2005 recita nel drammatico The Dying Gaul, in cui interpreta uno sceneggiatore che scrive, sotto forma di sceneggiatura, la sua storia d'amore con il compagno malato terminale, adoperandosi in modo che questa diventi un film.
Nel 2007 fa parte dell'importante cast, che comprende Meryl Streep, Alan Arkin, Reese Witherspoon e Jake Gyllenhaal, di Rendition - Detenzione illegale del regista sudafricano Gavin Hood; l'anno successivo recita al fianco di Jon Foster e Sienna Miller ne I misteri di Pittsburgh, basato sull'omonimo romanzo di Michael Chabon, in cui Sarsgaard ricopre il ruolo del ribelle e bisessuale Cleveland, fidanzato con il personaggio interpretato dalla Miller. Sempre nel 2008 recita in Lezioni d'amore della regista Isabel Coixet, tratto dal romanzo di Philip Roth L'animale morente.
Nel 2008 torna in teatro, debuttando al Royal Court Theatre nell'adattamento de Il gabbiano di Anton Čechov, dove interpreta Trigorin accanto a Kristin Scott Thomas, Mackenzie Crook e Carey Mulligan. L'anno successivo prende parte ad una produzione teatrale tratta da un'altra opera di Čechov, Zio Vanja. Nella produzione off-Broadway di Zio Vanja, Sarsgaard ricopre il ruolo di Michail L'vovič Astrov, al fianco di un nutrito cast che comprende Maggie Gyllenhaal, Mamie Gummer, Denis O'Hare. Nel 2009 recita nel thriller Orphan, dove assieme a Vera Farmiga interpretano una coppia che adotta una bambina di nove anni che si dimostrerà non essere così innocente come sembra. Nello stesso anno ricopre il ruolo di David nel film An Education di Lone Scherfig sceneggiato dallo scrittore Nick Hornby, alla sua prima esperienza come sceneggiatore cinematografico. Nel film Sarsgaard ha dovuto recitare con accento britannico.
Nel 2010 recita al fianco di Tom Cruise e Cameron Diaz nella commedia d'azione Innocenti bugie, successivamente nel 2011 interpreta il villain Hector Hammond nella trasposizione cinematografica del fumetto Lanterna Verde. Nel 2013 lavora nel film Lovelace di Rob Epstein e Jeffrey Friedman, film biografico delle celebre pornodiva Linda Lovelace, in cui Sarsgaard veste i panni di suo marito Chuck Traynor, e interpreta la parte del possibile fidanzato della protagonista Cate Blanchett in Blue Jasmine di Woody Allen. Sempre nel 2013 partecipa alla terza stagione della serie televisiva The Killing, dove interpreta il ruolo di Ray Seward, condannato a morte mediante impiccagione per l'omicidio della moglie. Per la sua interpretazione in The Killing, Sarsgaard ha ottenuto una candidatura ai Satellite Awards 2014 come miglior attore non protagonista in una serie TV. Nel 2018 prende parte al film The Lie.

## Vita privata

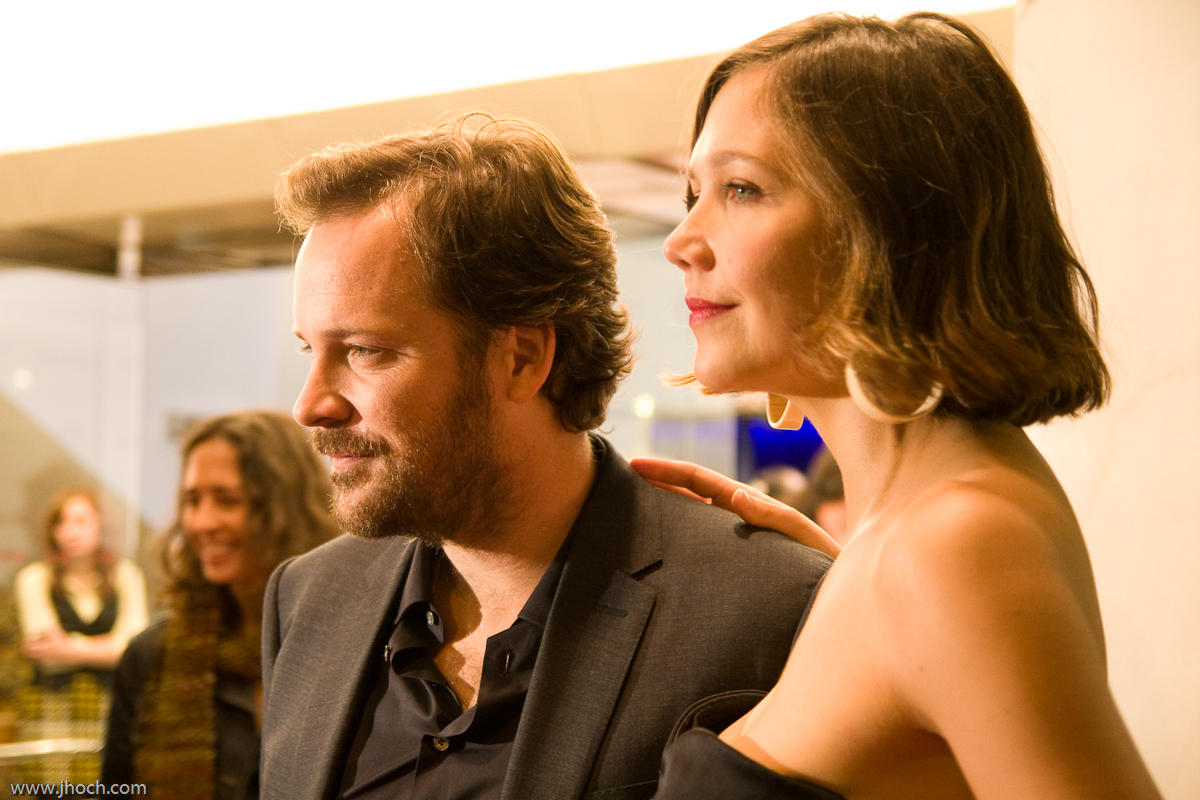
Peter Sarsgaard con la moglie Maggie Gyllenhaal all'anteprima di An Education (2009)

Nel 2002 inizia una relazione con l'attrice Maggie Gyllenhaal, sorella dell'amico Jake Gyllenhaal. Nell'aprile del 2006 la coppia annuncia il fidanzamento e il 3 ottobre dello stesso anno diventano genitori di una bambina, Ramona. Il 2 maggio 2009 i due si sono sposati in Italia, in una piccola cappella di Brindisi. La seconda figlia, Gloria Ray, nasce il 19 aprile 2012 a New York. È vegano, ma ha dichiarato di cucinare la carne per la propria famiglia.

## Filmografia

### Attore

#### Cinema
- Dead Man Walking - Condannato a morte (Dead Man Walking), regia di Tim Robbins (1995)
- Subway Stories - Cronache metropolitane (SUBWAYStories: Tales from the Underground) - segmento Underground (1997)
- La maschera di ferro (The Man in the Iron Mask), regia di Randall Wallace (1998)
- Un altro giorno in paradiso (Another Day in Paradise), regia di Larry Clark (1998)
- Desert Blue, regia di Morgan J. Freeman (1998)
- Boys Don't Cry, regia di Kimberly Peirce (1999)
- The Cell - La cellula (The Cell), regia di Tarsem Singh (2000)
- Housebound, regia di Mari Kornhauser (2000)
- The Center of the World, regia di Wayne Wang (2001)
- Empire - Due mondi a confronto (Empire), regia di Franc. Reyes (2002)
- Salton Sea - Incubi e menzogne (The Salton Sea), regia di D.J. Caruso (2002)
- Insieme per caso (Unconditional Love), regia di P. J. Hogan (2002)
- K-19 (K-19: The Widowmaker), regia di Kathryn Bigelow (2002)
- Death of a Dynasty, regia di Damon Dash (2003)
- L'inventore di favole (Shattered Glass), regia di Billy Ray (2003)
- La mia vita a Garden State (Garden State), regia di Zach Braff (2004)
- Kinsey, regia di Bill Condon (2004)
- The Dying Gaul, regia di Craig Lucas (2005)
- Flightplan - Mistero in volo (Flightplan), regia di Robert Schwentke (2005)
- The Skeleton Key, regia di Iain Softley (2005)
- Jarhead, regia di Sam Mendes (2005)
- Year of the Dog, regia di Mike White (2007)
- Rendition - Detenzione illegale (Rendition), regia di Gavin Hood (2007)
- I misteri di Pittsburgh (The Mysteries of Pittsburgh), regia di Rawson Marshall Thurber (2007)
- Lezioni d'amore (Elegy), regia di Isabel Coixet (2008)
- L'occhio del ciclone - In the Electric Mist (In the Electric Mist), regia di Bertrand Tavernier (2008)
- Orphan, regia di Jaume Collet-Serra (2009)
- An Education, regia di Lone Scherfig (2009)
- Innocenti bugie (Knight & Day), regia di James Mangold (2010)
- Lanterna Verde (Green Lantern), regia di Martin Campbell (2011)
- Robot & Frank, regia di Jake Schreier (2012) - voce
- Lovelace, regia di Robert Epstein e Jeffrey Friedman (2013)
- Very Good Girls, regia di Naomi Foner (2013)
- Blue Jasmine, regia di Woody Allen (2013)
- Night Moves, regia di Kelly Reichardt (2013)
- La grande partita (Pawn Sacrifice), regia di Edward Zwick (2014)
- Experimenter, regia di Michael Almereyda (2015)
- Ladygrey, regia di Alain Choquart (2015)
- Black Mass - L'ultimo gangster (Black Mass), regia di Scott Cooper (2015)
- I magnifici 7 (The Magnificent Seven), regia di Antoine Fuqua (2016)
- Jackie, regia di Pablo Larraín (2016)
- Escobar - Il fascino del male (Loving Pablo), regia di Fernando León de Aranoa (2017)
- The Lie (Between Earth and Sky), regia di Veena Sud (2018)
- Il rumore della vita (The Sound of Silence), regia di Michael Tyburski (2019)
- L'ombra di Stalin (Mr. Jones), regia di Agnieszka Holland (2019)
- Il capitale umano - Human Capital (Human Capital), regia di Marc Meyers (2019)
- La bugia - The Lie (The Lie), regia di Veena Sud (2020)
- La figlia oscura (The Lost Daughter), regia di Maggie Gyllenhaal (2021)
- The Batman, regia di Matt Reeves (2022)
- Memory, regia di Michel Franco (2023)
- Coup!, regia di Austin Stark e Joseph Schuman (2023)
- September 5 - La diretta che cambiò la storia (September 5), regia di Tim Mielants (2024)

#### Televisione
- Law & Order - I due volti della giustizia (Law & Order) – serie TV, episodio 6x06 (1995)
- New York Undercover – serie TV, episodio 3x15 (1997)
- The Killing – serie TV, 10 episodi (2013)
- The Slap – miniserie TV, 8 puntate (2015)
- Wormwood, regia di Errol Morris – miniserie TV (2017)
- The Looming Tower – miniserie TV, 10 puntate (2018)
- Interrogation – serie TV, 10 episodi (2020)
- Dopesick - Dichiarazione di dipendenza (Dopesick) – miniserie TV (2021)
- Harry Haft - Storia di un sopravvissuto (The Survivor), regia di Barry Levinson – film TV (2021)
- Presunto innocente (Presumed Innocent) – miniserie TV (2024)

### Doppiatore
- The Guilty, regia di Antoine Fuqua (2021)

## Riconoscimenti
- Golden Globe
  - 2004 – Candidatura al Miglior attore non protagonista per L'inventore di favole
- Mostra Independent d'arte cinematografica
  - 2023 - Coppa Volpi per la migliore interpretazione maschile per Memory[24]
- Independent Spirit Awards
  - 2004 – Candidatura al Miglior attore non protagonista per L'inventore di favole
  - 2005 – Candidatura al Miglior attore non protagonista per Kinsey
- Gotham Awards
  - 2015 – Candidatura al Miglior attore per Experimenter[25]

## Doppiatori italiani
Nelle versioni in italiano delle opere in cui ha recitato, Peter Sarsgaard è stato doppiato da:
- Alessandro Quarta in Rendition - Detenzione illegale, Innocenti bugie, Lanterna Verde, The Killing, Lovelace, Blue Jasmine, I magnifici 7, La figlia oscura, Harry Haft - Storia di un sopravvissuto, Memory, Presunto innocente
- Simone D'Andrea in Flightplan - Mistero in volo, Jarhead, Orphan, Jackie, Wormwood, Il capitale umano - Human Capital
- Francesco Bulckaen in Law & Order - I due volti della giustizia, Dead Man Walking - Condannato a morte, Salton Sea - Incubi e menzogne, La mia vita a Garden State, Dopesick - Dichiarazione di dipendenza
- Massimo De Ambrosis in La maschera di ferro, An Education, The Slap, Escobar - Il fascino del male
- Riccardo Rossi in The Center of the World, La grande partita
- Giorgio Borghetti in Boys Don't Cry
- Emiliano Coltorti in The Cell - La cellula
- Fabrizio Manfredi in K-19
- Riccardo Niseem Onorato in L'inventore di favole
- David Chevalier in Kinsey
- Vittorio Guerrieri in The Skeleton Key
- Antonio Palumbo in I misteri di Pittsburgh
- Massimiliano Manfredi in Lezioni d'amore
- Fabio Boccanera in L'occhio del ciclone - In the Electric Mist
- Christian Iansante in Black Mass - L'ultimo gangster
- Luca Sandri in The Lie
- Andrea Lavagnino in The Looming Tower
- Alessio Cigliano in The Batman
- Fabrizio Picconi in September 5 - La diretta che cambiò la storia

Da doppiatore, è sostituito da:
- Francesco Bulckaen in The Guilty